# Lepidostemon pedunculosus
Lepidostemon pedunculosus là một loài thực vật có hoa trong họ Cải. Loài này được Hook. f. & Thomson mô tả khoa học đầu tiên năm 1861.